# Octobre 1943 (guerre mondiale)
Chronologie de la Seconde Guerre mondiale
Septembre 1943 - Octobre 1943 -  Novembre 1943
- 1er octobre :
  - Naples est libérée par la Ve armée américaine.
  - Foggia est libérée par les Anglais

- 2 octobre :
  - Charles de Gaulle seul président du CFLN.
  - Début de l'opération Begonia, libération de prisonniers en Italie, qui durera jusqu'au 6 octobre.
  - Les Australiens investissent Finschhafen en Nouvelle-Guinée
  - Martial Brigouleix, chef départemental de l'Armée Secrète (AS) en Corrèze est fusillé par les nazis au Mont Valérien.

- 3 octobre :
  - Les Britanniques libèrent Termoli
  - Les Américains sont à Bénévent
  - Bastia est libérée

- 6 octobre :
  - Les Allemands évacuent la Corse.
  - Fin de l'opération Begonia
  - Les Américains prennent Capoue
  - Les Australiens investissent Dumpu en Nouvelle-Guinée
  - Les Américains prennent Kolombangara dans les Salomon
  - Bataille navale autour des transports japonais évacuant Vella Lavella

- 7 octobre :
  - Départ du 60e convoi de déportation des Juifs de France, du camp de Drancy vers Auschwitz : 1000 déportés, 31 survivants en 1945.
  - Bataille navale de Vella Lavella dans les Salomon
  - Les Russes prennent Nevel et s'approche de Kiev et Dniepropetrovsk
  - Assassinat à Auschwitz des enfants déportés de Białystok

- 8 octobre :
  - Libération d'Ajaccio par la résistance corse, elle devient ainsi la première ville française libérée.
  - De Gaulle arrive à Ajaccio.

- 10 octobre :
  - Premier raid de B-17 américains contre des objectifs allemands en Pologne.

- 12 octobre :
  - La 1re Division d’infanterie polonaise Tadeusz Kościuszko reçoit son baptême du feu à la bataille de Lenino en URSS.
  - Les Américains établissent une tête de pont sur le Volturno

- 11 octobre :
  - Les Soviétiques libèrent Gomel

- 13 octobre :
  - L'Italie déclare la guerre à l'Allemagne.
  - Les Britanniques tentent de percer le front à Cancello.

- 14 octobre :
  - À Sobibór, 300 travailleurs juifs du camp et des prisonniers de guerre soviétiques se révoltent, tuant des SS et des gardes ukrainiens. La répression est sanglante : les prisonniers sont massacrés et le camp est rasé.
  - Alliance entre le Japon et les Philippines. Proclamation de l'indépendance des Philippines.
  - L'Armée rouge libère Zaporojie

- 15 octobre :
  - Les Canadiens sont à Vinchiaturo
  - Les Américains libèrent Cisterna

- 16 octobre :
  - Signature du Protocole de Rastenburg entre le Reich et la République sociale italienne. Cet accord fixe les  modalités de la présence allemande en Italie, et permet la reconstitution d'une armée italienne.

- 17 octobre :
  - Les troupes du général soviétique Koniev enfoncent Krementchoug et franchissent le Dniepr.
  - Les Allemands sont chassés de la péninsule de Taman (entre les mers Noire et d'Azov)
  - Les Américains libèrent Liberi, Villa Literno, Alvignano, et Roccaromana

- 19 octobre :
  - Début de la conférence de Moscou qui réunit, jusqu'au 30 octobre, les ministres des Affaires étrangères américain Cordell Hull, britannique Anthony Eden et soviétique Viatcheslav Molotov. Il est décidé que les pays libérés de l’occupation allemande seraient administrés par les autorités militaires de la puissance libératrice jusqu’au moment de la conférence de la paix.
  - Les Américains libèrent Dragoni

- 21 octobre :
  - Libération de Raymond Aubrac et d'autres résistants, lors d'un coup de force de la Résistance, près de la prison Montluc.
  - Les Américains libèrent Alife

- 22 octobre :
  - Les Britanniques franchissent le Tigno

- 23 octobre :
  - L'Armée rouge libère Melitopol
  - Traité d'alliance entre le Reich et la République sociale italienne, définissant les rapports politiques et économiques entre les deux États, placés théoriquement sur un pied d'égalité.
  - Arrestation par la Gestapo du général Jean Édouard Verneau l'un des fondateurs de l'Organisation de résistance de l'armée (ORA).

- 24 octobre :
  - Les Américains libèrent Sant'Angelo

- 25 octobre :
  - L'Armée rouge libère Dniepropetrovsk

- 27 octobre :
  - Opération Candytuft, opération commando des SAS britanniques derrière les lignes allemandes en Italie

- 28 octobre :
  - Départ du 61e convoi de déportation des Juifs de France, du camp de Drancy vers Auschwitz : 1000 déportés, 42 survivants en 1945.

- 31 octobre :
  - Les Britanniques libèrent Teano et Cantalupo